# Sphingulus mus
Sphingulus là một chi bướm đêm thuộc họ Sphingidae, chỉ gồm một loài Sphingulus mus, which is found from tây nam part of vùng Viễn Đông Nga and the Korean Peninsula phía nam into miền đông Trung Quốc.
Sải cánh dài 57–60 mm. 

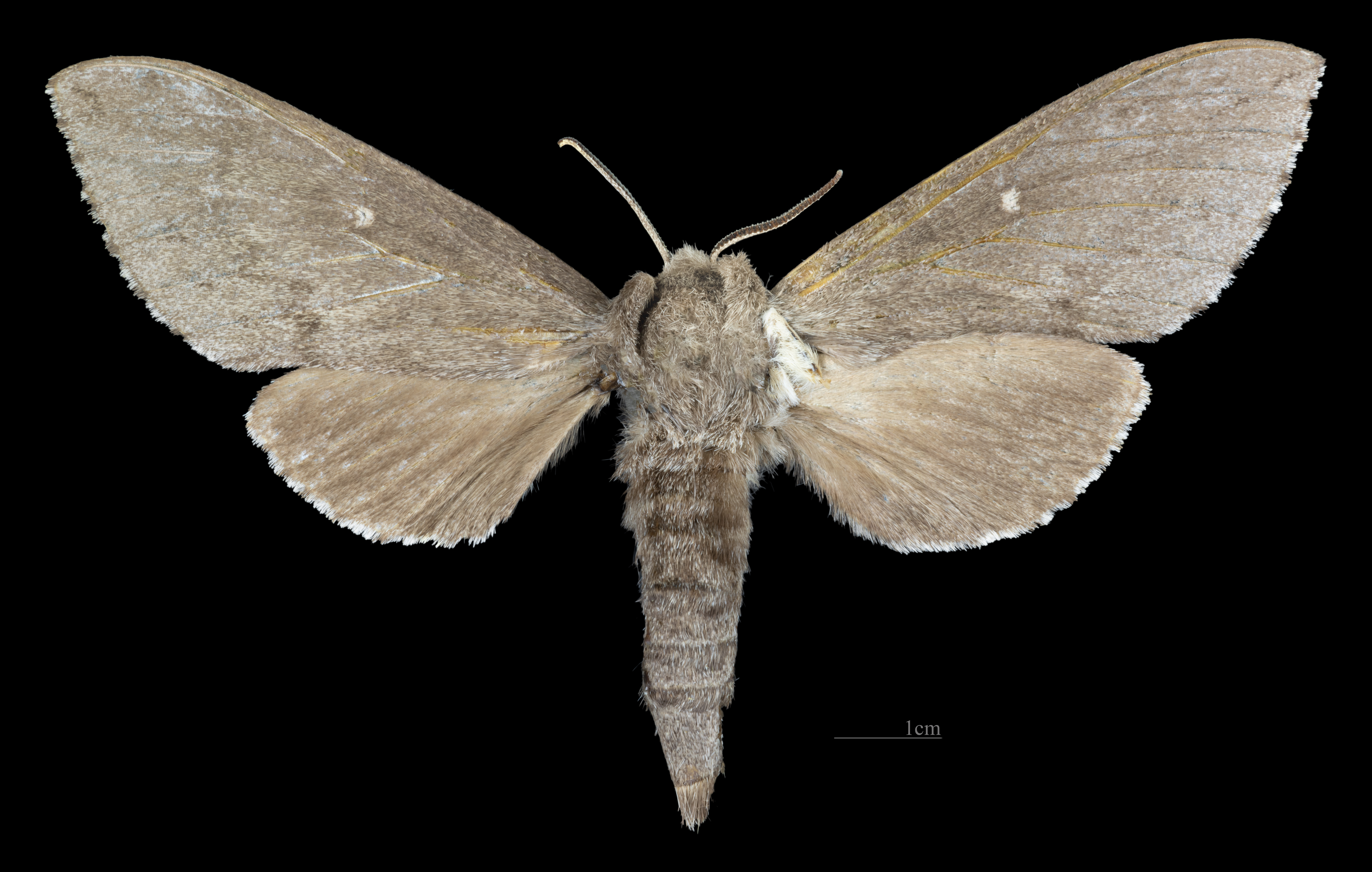
Sphingulus mus ♀
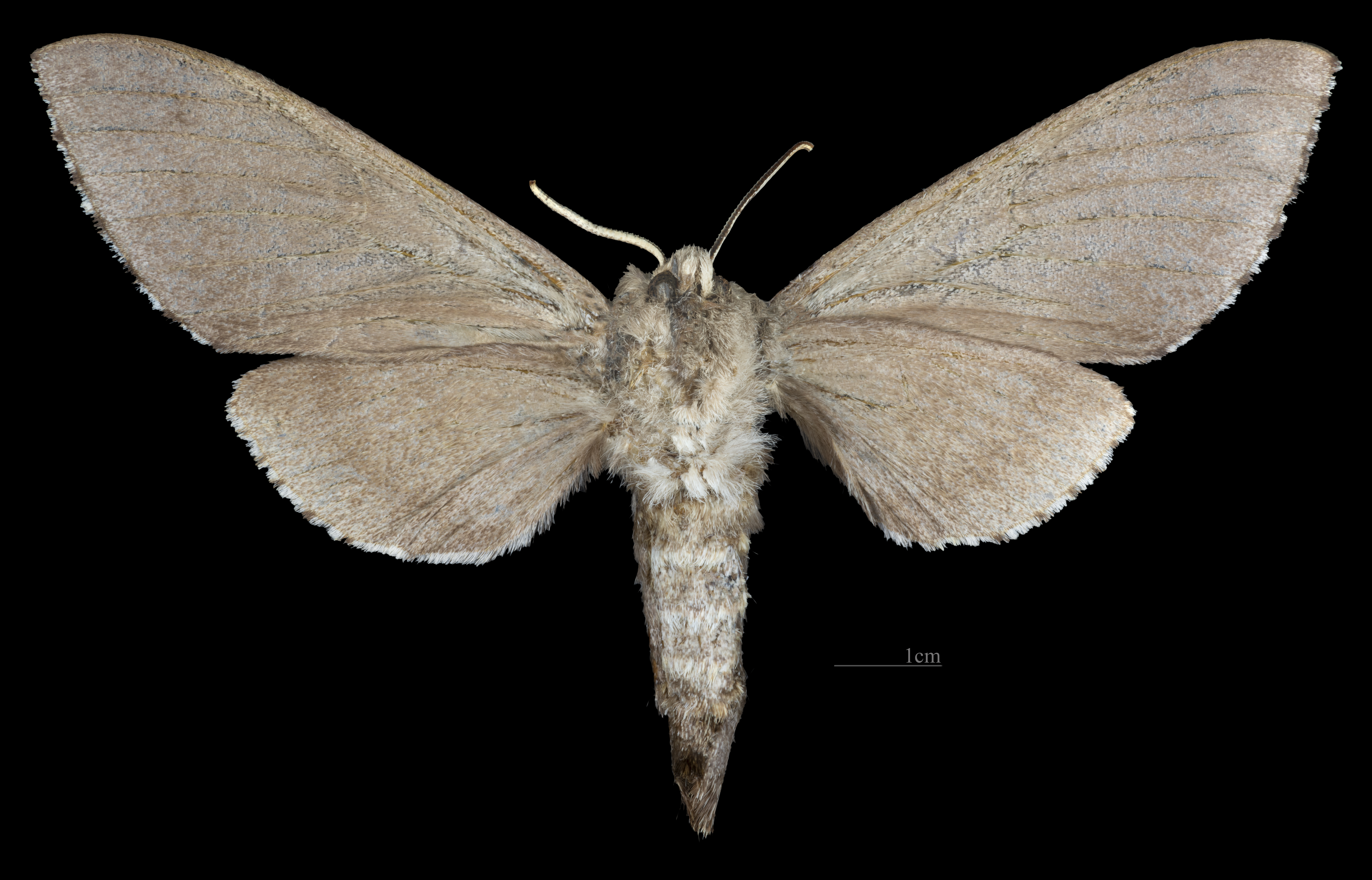
Sphingulus mus ♀ △

In miền bắc China, there is one generation per year con trưởng thành bay in tháng 5 and tháng 6. In đông bắc China and the Russian Far East, there is probably partial second generation con trưởng thành bay in tháng 7 and tháng 8 in some years. In Korea, adults have been recorded từ tháng 6 đến tháng 7.
Ấu trùng ăn Fraxinus species.